# نجوایی در تاریکی
نجواگر در تاریکی (به انگلیسی: Whisperer in Darkness) یک رمان کوتاه ۲۶۰۰۰ کلمه‌ای از نویسنده آمریکایی اچ پی لاوکرفت است که در فوریه – سپتامبر ۱۹۳۰ نوشته و در اوت ۱۹۳۱ برای نخستین بار در مجله داستان‌های عجیب و غریب منتشر شد. این کتاب مانند کتاب رنگ خارج از فضا (۱۹۲۷) ترکیبی از ژانر ترسناک و علمی تخیلی است. این داستان بر مبنای افسانه‌ها نیست (اگرچه ارجاعات فراوانی به افسانه‌های کثولو می‌دهد) و بازتابی از تحول در نوشتار لاوکرفت به سمت داستان‌های علمی است. داستان همچنین می-گو، یک نژاد فرازمینی از موجودات قارچ‌مانند را معرفی می‌کند.